# Contea di Luobei
La contea di Luobei (萝北县S, Luóběi XiànP) è una contea della Cina, situata nella provincia di Heilongjiang e amministrata dalla prefettura di Hegang.